# 김진경 (모델)
김진경(1997년 3월 3일 ~ )은 대한민국의 여자 모델, 연기자이다. 2012년 《도전! 수퍼모델 KOREA 3》로 데뷔했으며 준우승에 올랐으며, 이후 같이 출연했던 고소현과 함께 에스팀 소속이 되었다. 2016년 그녀는 MBC 가상결혼 예능 프로그램인 《우리 결혼했어요》에 가수 조타와 함께 가상부부로서 활약했다. 2017년에는 드라마 《안단테》에서 처음으로 연기에 도전했다.

## 학력
- 푸른중학교 (졸업)
- 한림연예예술고등학교 패션모델과 (졸업)

## 수상
- 2012년 《도전! 수퍼모델 코리아 3》 (준우승)

## 출연 작품

### 방송
- 2012년 《도전! 수퍼모델 코리아》 3
- 2012년 《솔드아웃》 4, 8화 (모델로 출연)
- 2013년 《도전! 슈퍼모델 코리아》 4 (스폐셜 편)
- 2013년 《겟잇스타일 시즌1》 4화 (모델로 출연)
- 2014년 《NEW 솔드 아웃 1, 2, 3, 5, 6》 11화 (모델로 출연)
- 2014년 올'리브 《겟잇뷰티 2014》 6화 (토킹미러 코너)
- 2015년 《스타일 라이브》 10화 (찐호퐝의 동대문 쇼핑)
- 2015년 《마이 리틀 텔레비전》 17, 18, 19, 20화 (황재근 방 게스트로 투입)
- 2015년 《웹드라마》 - 《옐로우》 (이루다 역)
- 2016년 《데블스 런웨이》
- 2016년 《엄마가 뭐길래》 16화 (황신혜 딸, 이진이 LA화보촬영 동료로)
- 2016년 온 스타일 《더 바디쇼 2》 15화 (칼로리 기부 코너)
- 2016년 올'리브 《겟잇뷰티 2016》 17화 (토킹 미러 코너)
- 2016년 온 스타일 《마이 보디가드》 9화
- 2016년 MBC 《우리 결혼했어요》 321화~350화 (출연자)
- 2016년 JTBC 《아는 형님》 39화 (게스트)
- 2018년 SBS 《정글의 법칙》in 파타고니아 (게스트)
- 2018년 JTBC4 《미미샵》 (고정패널)
- 2021년 SBS 《골 때리는 그녀들 》 (FC구척장신 선수)

### 드라마
- 2017년 KBS1 일요드라마 《안단테》 - 김봄 역
- 2018년 웹드라마 《두부의 의인화》 - 백민경 역
- 2019년 KBS2 월화드라마 《퍼퓸》 - 김진경 역

## 뮤직비디오
- 2014년 B1A4 - Lonely (없구나)
- 2015년 마이네임 - 너무 Very 막
- 2016년 서인국 - 너라는 계절
- 2016년 M&D (Feat. 휘인 of 마마무) - Narcissus
- 2016년 강타 - 단골식당